# Hugo Klajn
Hugo Klajn (Vukovar, 30. septembar 1894 — Beograd, 2. decembar 1981) bio je jugoslovenski lekar, reditelj, profesor i šekspirolog.

## Biografija
Hugo Klajn je rođen u Vukovaru, u hrvatsko-jevrejskoj porodici, koja je generacijama živela u Hrvatskoj. Osnovnu i srednju školu završio je u Vukovaru. Učenik Sigmunda Frojda doktorirao je medicinu 1919. god. na Medicinskom fakultetu u Beču. Između dva svetska rata radi kao lekar u Beogradu, te prevodi i piše tekstove iz oblasti psihoanalize. Uz Nikolu Šugara, smatra se ocem psihoanalize u Jugoslaviji. Klajn je dao posebno originalni doprinos izučavanju ratnih neuroza svojom studijom iz 1945. godine, "Ratna neuroza Jugoslavena" (objavljenom tek 1955. godine, u izdanju Sanitetske uprave JNA).
Od 1945. god. postaje stalni reditelj u Narodnom pozorištu u Beogradu. Režirao u narodnim pozorištima u Sarajevu, Nišu, Skoplju, Mostaru, Banjaluci i Splitu. Režirao niz pozorišnih predstava („Hamlet“ Šekspira, „Šuma“ Ostrovskog, „Gospoda Glembajevi“ Krleže, „Pobuna na Kejnu“ Vouka, „Živi leš“ Tolstoja“) i televizijskih drama (kao što je Dnevnik Ane Frank 1959. god).
Pozorišni kritičar, prevodilac i poznavalac Šekspirovih dela, pisac eseja i knjiga iz oblasti pozorišta: 
- „Osnovni problemi režije“,
- „Šekspir i čoveštvo“,
- „Pojave i problemi savremenog pozorišta“ kojima udara osnove modernom i naučno-analitičkom teatru kome težimo i danas.

Dobitnik nagrade Vlade FNRJ za režiju i Sedmojulske nagrade za životno delo.
Pedagoškim radom na Akademiji za pozorište, film, radio i televiziju u Beogradu (sadašnji Fakultet dramskih umetnosti) se bavio od 1949. godine, kao profesor pozorišne režije, a od 1949. god do 1952. god je predavao i psihologiju.
Svojom dvadesetogodišnjom praksom reditelja-analitičara koju je preneo na svoje učenike i pretočio u svoje delo „Osnovni problemi režije“, Dr Hugo Klajn je utro put mnogim generacijama koje i danas pokušavaju da ga prate. Tako da i danas kada govorimo o sistemu glume i režije po kome se rukovode umetničke škole u svetu, govorimo o „Sistemu glume“ Stanislavskog i „Osnovni problemi režije“ dr. Huga Klajna, koji zajedno čine osnovicu za obrazovanje novih generacija umetnika poznatom kao „Sistem Klajn-Stanislavski“.
U braku sa suprugom Stanom (1905–1986), rođenom Đurić, imao je sina, akademika i lingvistu Ivana Klajna. Stana je iz prethodnog braka sa Vladislavom Ribnikarom imala ćerke Milicu i Ivanu i sina Slobodana.

## Spoljašnje veze
- Hugo Klajn на веб-сајту  (језик: енглески)